# 栄橋 (我孫子市・利根町)

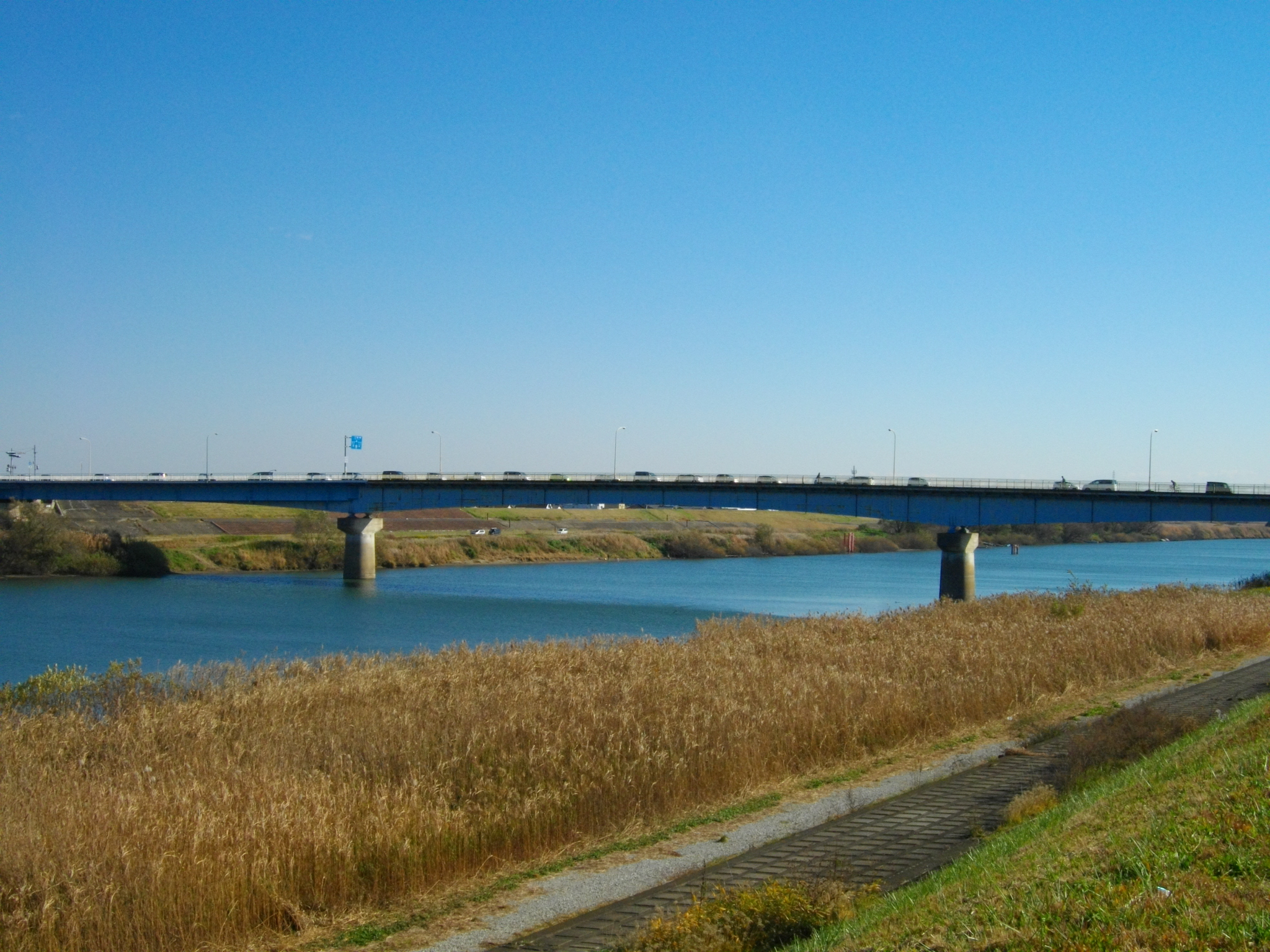
栄橋全景

栄橋（さかえはし）は、一級河川利根川を渡河し、千葉県我孫子市と茨城県利根町を結ぶ橋である。千葉県道・茨城県道4号千葉竜ヶ崎線、千葉県道・茨城県道170号我孫子利根線が通る。全長273メートル。茨城・千葉の両県の協定により、橋の管理者は茨城県知事となっている。

## 歴史
- 1930年（昭和5年）3月21日：布佐町（現在の我孫子市）と布川町（現在の利根町）の間に開通[2]
- 1971年（昭和46年）10月21日：現在の橋に架け替え工事が終了し、供用を開始[3]。
- 1973年（昭和48年）8月6日：栄橋の管理を茨城県知事とする茨城・千葉両県間の新・協定書が結ばれる[1]。

## 栄橋の渋滞と第二栄橋

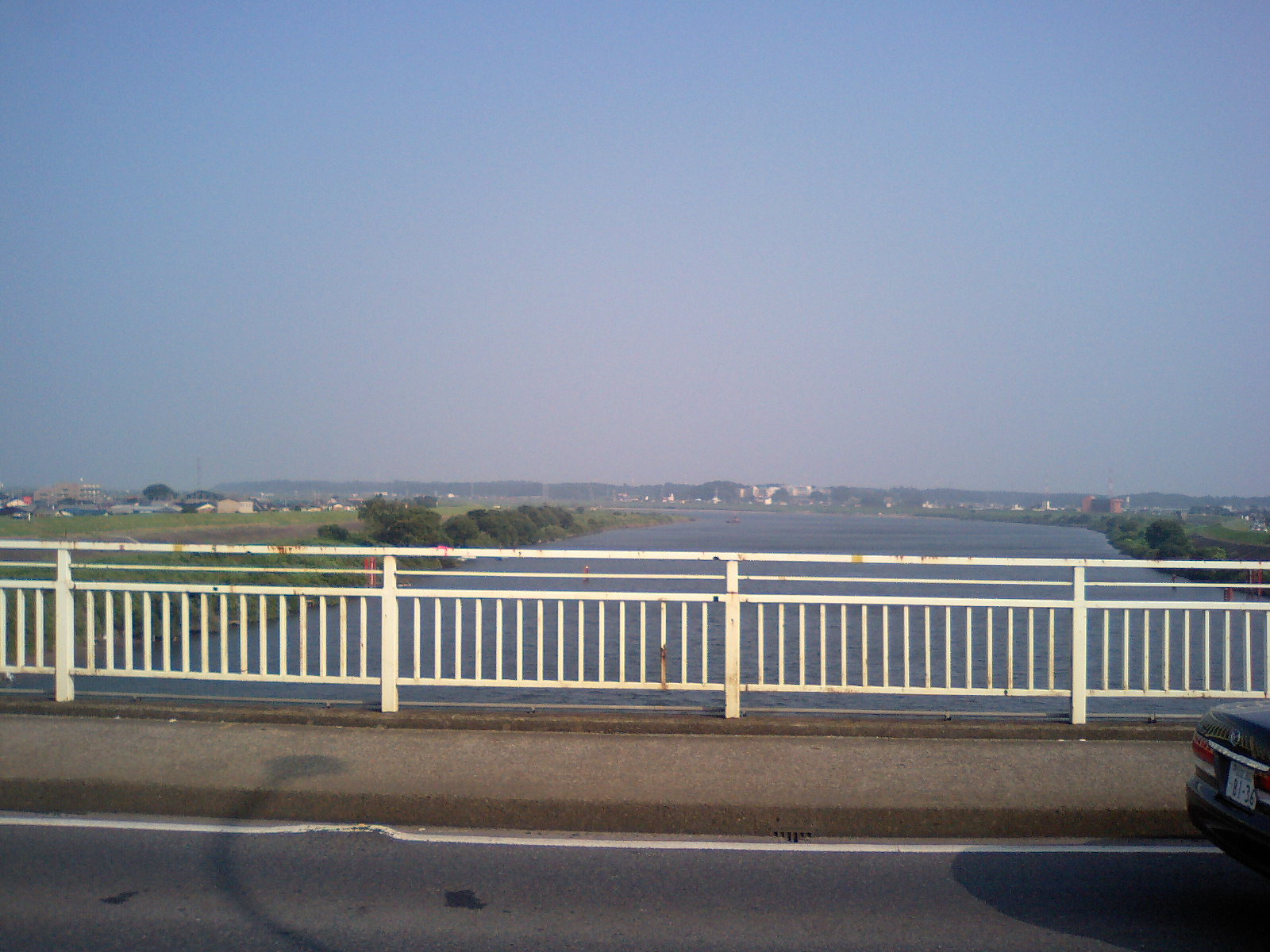
栄橋から利根川上流方面を望む。

戦後我孫子市をはじめ利根川中流域の人口が爆発的に増加したのにもかかわらず、利根川に架かる橋の輸送能力が極端に少なかったため、栄橋の周辺では我孫子市内でも一番激しい渋滞が毎日発生するようになった。そこで下流側（栄町）に、新たに第二栄橋（仮名）が建設されることとなった。この橋は、若草大橋（若草大橋有料道路）という名称で2006年に完成したが、新橋との距離が10キロメートルも離れている上、有料道路であるが故に迂回路としての役割を充分に果たしているとは言えず、現在も激しい渋滞が発生している状況は変わらない。そのため、今後は車線増加工事が予定されている。
2007年には隣接する布川陸橋（利根町）で橋梁補修工事が行われ、片側車線が閉鎖されていたが現在は完了している。

## 隣の橋
- 利根川

（上流） - 大利根橋 - 利根川橋梁 - 栄橋 - 若草大橋 - 長豊橋 - （下流）